# Aleksandra Čudina
Aleksandra Georgievna Čudina (in russo Александра Георгиевна Чудина?; Kramskoye, 6 novembre 1923 – Mosca, 28 ottobre 1990) è stata una multiplista, giavellottista, lunghista, altista e pallavolista sovietica.

## Biografia
Nata con il nome di Александра Георгиевна Чудина vinse tre medaglie ai Giochi olimpici di Helsinki nel 1952: il bronzo nel salto in alto dietro a Esther Brand (medaglia d'oro) e Sheila Lerwill (medaglia d'argento), nel salto in lungo giunse a 6,14 guadagnando la medaglia d'argento dietro a Yvette Williams e un argento nel lancio del giavellotto dietro alla ceca Dana Zátopková.
Come pallavolista, con la nazionale sovietica conquistò le prime tre edizioni dei campionati mondiali, dall'edizione 1952 al 1960, quattro titoli continentali (Europei 1949, 1950, 1951 e 1958) ed un secondo posto agli Europei 1955; a livello di club, con la maglia della Dinamo Mosca, con cui militò dal 1945 al 1963, vinse cinque campionati sovietici, tre coppe nazionali e due Coppe dei Campioni. Conquistò inoltre due titoli (nel 1956 e nel 1963) ai Giochi dei Popoli dell'URSS con la squadra di Mosca.

## Palmarès

### Atletica
| Anno | Manifestazione            | Sede     | Evento                 | Risultato | Prestazione | Note |
| ---- | ------------------------- | -------- | ---------------------- | --------- | ----------- | ---- |
| 1952 | Giochi della XV Olimpiade | Helsinki | Salto in alto          | Bronzo    | 1,63 m      |      |
| 1952 | Giochi della XV Olimpiade | Helsinki | Salto in lungo         | Argento   | 6,14 m      |      |
| 1952 | Giochi della XV Olimpiade | Helsinki | Lancio del giavellotto | Argento   | 50,01 m     |      |

### Pallavolo
- Campionato sovietico: 5

1947, 1951, 1955, 1960, 1961-62
- Coppa dell'Unione Sovietica: 3

1950, 1951, 1953
- Coppa dei Campioni: 2

1960-61, 1962-63